# Laphystia sexfasciata
Laphystia sexfasciata là một loài ruồi trong họ Asilidae. Laphystia sexfasciata được Say miêu tả năm 1823.